# Perfect World (canción de Simple Plan)
«Perfect World» es una canción interpretada por la banda canadiense de pop punk Simple Plan. Se encuentra en el segundo álbum de la banda llamado Still Not Getting Any.... La canción no ha sido lanzada como sencillo al mercado musical y de videos. Su única comercialización independiente ha sido por la tienda de música en línea iTunes.
- Datos: Q9058445